# Закуренков, Николай Кузьмич
Николай Кузьмич Закуренков (30 декабря 1906, д. Столбищи, Ярославская губерния, Российская империя — 28 августа 1980, Одесса, УССР, СССР) — советский военачальник, генерал-майор (03.06.1944), представлялся к присвоению звания Герой Советского Союза (1945).

## Биография
Родился 30 декабря 1906 года в деревне Столбищи ныне д. Малые Столбища Некоузского района Ярославской области в семье крестьянина-середняка. Русский. После окончания Веретейской школы работал в хозяйстве отца, а затем на Волге и Мологе разгрузчиком барж с солью, дровами и бревнами. В 1925 году уезжает в Ленинград, где поступает на работу в ресторан Первого товарищества чернорабочим и работает там до призыва в Красную Армию.

### Военная служба

#### Межвоенные годы
1 ноября 1928 года был призван в РККА и зачислен курсантом полковой школы 1-го полка связи МВО. После завершения обучения в сентябре 1929 года был направлен в Объединенную военную школу им. ВЦИК. Член ВКП(б) с 1930 года. В марте 1932 года окончил её и был назначен во 2-й стрелковый полк 1-й Московской Пролетарской стрелковой дивизии, где проходил службу командиром взвода и роты, начальником штаба батальона и помощником начальника штаба полка. Указом ПВС СССР от 8 марта 1938 года за выполнение специального задания правительства он был награждён орденом Красной Звезды. В августе 1939 года капитан Закуренков назначается в БОВО начальником штаба 690-го стрелкового полка 126-й стрелковой дивизии. В марте 1940 года переведен на ту же должность в 550-й стрелковый полк этой же дивизии. Летом дивизия была передислоцирована в Прибалтику в состав ПрибОВО. 5 июня 1941 года капитан Закуренков назначен начальником штаба 262-го стрелкового полка 184-й стрелковой дивизии, входившей в состав 29-го Литовского стрелкового корпуса 11-й армии. Дивизия содержалась по штатам сокращенного состава. Командный состав дивизии был в основном из бывшей Литовской армии, в большинстве своем враждебно относившейся к советской власти и Красной армии. Артиллерия и стрелковое вооружение были иностранного производства с крайне ограниченным количеством боеприпасов.

#### Великая Отечественная война
С началом войны дивизия стояла в лагерях Ораны (70 км юго-западнее Вильно). К исходу 22 июня 1941 года она по приказу командира корпуса заняла оборону по восточному берегу реки Оранка, имея задачу совместно с частями 5-й танковой дивизии не допустить прорыва противника на Вильно. Однако уже утром следующего дня был получен приказ на отход на северо-восток на тыловые рубежи в район м. Олькеники. Отход проходил под непрерывными ударами вражеской авиации и механизированных частей противника. В дальнейшем капитан Закуренков с полком пробивался на восток на соединение с Красной армией. 3 августа ему удалось с группой командиров и бойцов выйти из окружения на участке 22-й армии Западного фронта в районе Новосокольники Псковской области. По выходе 16 августа он был назначен начальником 1-го отделения штаба 126-й стрелковой дивизии. В составе 22-й, затем 16-й армий Западного фронта участвовал с ней в Смоленском сражении, в оборонительных боях под Великими
Луками и Ржевом, на северо-западных подступах к Москве. С 24 декабря майор Закуренков исполнял должность начальника штаба 84-й отдельной морской стрелковой бригады. В составе войск 1-й ударной армии Западного фронта она принимала участие в разгроме немецко-фашистских войск под Москвой в районе городе Дмитров, в наступлении на солнечногорском и волоколамском направлениях. С февраля 1942 году бригада воевала на Северо-Западном фронте в районе городе Старая Русса. 27 апреля 1942 года Закуренков был тяжело ранен. После излечения был назначен заместителем командира этой же бригады. В августе она была переброшена на Кавказ, где в составе Северной группы войск Закавказского фронта вела бои в районе Элькотовских ворот.
В ноябре 1942 года подполковник Закуренков был допущен к командованию 9-й отдельной стрелковой бригады, входившей в состав 3-го стрелкового корпуса 9-й армии. Участвовал с ней в Моздок-Малгобекской и Нальчикско-Орджоникидзевской оборонительных операциях. С января 1943 года бригада в составе Северо-Кавказского фронта (с 24 января) успешно действовала в Северо-Кавказской наступательной операции. В июле 1943 года Закуренков был назначен начальником штаба 16-го стрелкового корпуса, входившего в состав 56-й армии Северо-Кавказского фронта. В этой должности принимал участие в организации боевых действиях соединений корпуса и управлении ими в ходе Новороссийско-Таманской наступательной и Керченско-Эльтигенской десантной операций.

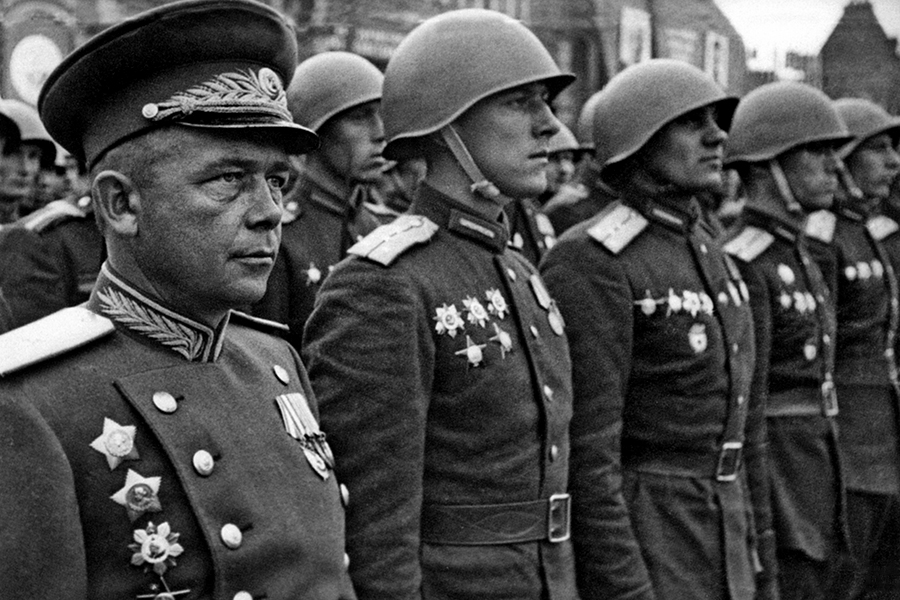
Гвардии генерал-майор Н. К. Закуренков (первый слева) в строю на Параде Победы в Москве.
24 июня 1945 года.

В январе 1944 года полковник Закуренков был назначен командиром 32-й гвардейской стрелковой Таманской дивизии. В составе 11-го гвардейского стрелкового корпуса Отдельной Приморской армии участвовал с ней в Крымской наступательной операции. Перейдя в наступление 11 апреля 1944 года, её части прорвали сильно укрепленную оборону противника и неотступно преследовали его. За 8 дней дивизия прошла Крым и вышла на подступы к Севастополю. 7 мая она овладела Сапун-горой, а 9 мая ворвалась в город. За
образцовое выполнение заданий командования 32-я гвардейская стрелковая дивизия 24 мая 1944 года была награждена орденом Суворова 2-й ст. В июне 1944 года дивизия была передана в состав 2-й гвардейской армии 1-го Прибалтийского фронта и участвовала с ней в Шяуляйской и Мемельской наступательных операциях. В районе Шяуляя части дивизии за период с 17 по 25 августа отразили более 30 атак превосходящих сил противника. 25 августа генерал-майор Закуренков, умело организовав наступление в направлении Найся-Зуйкишки и оз. Бията, обеспечил вывод из окружения подразделений 33-й гвардейской стрелковой дивизии. С января 1945 года дивизия в составе 11-го гвардейского стрелкового корпуса 2-й гвардейской армии 3-го Белорусского фронта участвовала в боях на территории Восточной Пруссии, в Инстербургско-Кенигсбергской и Земландской наступательных операциях, в овладении городе Даркемен, в разгроме окруженных группировок противника.
За образцовое выполнение заданий командования на заключительном этапе войны, исключительно умелое командование боем и выполнение поставленных задач гвардии генерал-майор Закуренков был представлен командиром 11-го гвардейского стрелкового корпуса гвардии генерал-майором Арушаняном к званию Героя Советского Союза, однако командующий 2-й гвардейской армии гвардии генерал-лейтенант Чанчибадзе понизил награду до ордена Суворова 2-й степени, которым Закуренков был награждён Указом Президиума Верховного Совета СССР от 19 апреля 1945 года.
За время войны комдив Закуренков был два раза персонально упомянут в благодарственных в приказах Верховного Главнокомандующего.
Участвовал в Параде Победы в Москве 24 июня 1945 года.

#### Послевоенное время
После войны Закуренков продолжал командовать 32-й гвардейской стрелковой Таманской ордена Суворова 2-й ст. дивизией. С февраля 1946 года по февраль 1948 года находился на учёбе в Высшей военной академии им. К. Е. Ворошилова, по окончании которой был зачислен в распоряжение Управления по внешним сношениям Генштаба ВС СССР. Затем он был назначен советником командующего армией Болгарской армии. С марта 1950 года исполнял должность военного советника при командующем военным округом Румынской армии. В феврале 1952 года назначен заместителем командира 38-го гвардейского воздушно-десантного корпуса в городе Тула. В апреле 1955 года переведен на ту же должность в 8-й гвардейский воздушно-десантный корпус в городе Полоцк. С мая 1956 года исполнял должность 1-го заместителя командира 44-го особого стрелкового корпуса Северного ВО, с декабря — заместителем командира Особого корпуса в ЮГВ и ПрикВО. С октября 1957 года был заместителем командира 28-го армейского корпуса. С января 1958 года исполнял должность военного советника командира стрелкового корпуса, а с мая — военного советника при командующем армией Чехословацкой народной армии (с 01.01.1959 г. — представитель Главного командования ОВС при общевойсковой армии Чехословацкой народной армии). В июле 1959 года назначен начальником Организационно-мобилизационного управления — заместителем начальника штаба по организационно-мобилизационным вопросам ОдВО. 1 ноября 1960 года гвардии генерал-майор Закуренков уволен в запас.
Умер в 1980 году. Похоронен в Одессе.

## Награды
- орден Ленина (30.04.1954)[8]
- два ордена Красного Знамени (08.02.1943[9], 20.06.1949[8])
- два ордена Суворова 2-й степени (11.05.1944[10], 19.04.1945[6])
- орден Кутузова 2-й степени (25.10.1943)[11]
- три ордена Красной Звезды (08.03.1938[3], 16.03.1943[12], 30.04.1945[8])
  - медали в том числе:
  - «За оборону Москвы» (19.07.1945)[13]
  - «За оборону Кавказа» (30.10.1944)[14]
  - «За победу над Германией в Великой Отечественной войне 1941—1945 гг.» (26.06.1945)[15]
  - «За взятие Кёнигсберга» (1945)
  - «Ветеран Вооружённых Сил СССР» (1976)

Приказы (благодарности) Верховного Главнокомандующего в которых отмечен Н. К. Закуренков.
- За овладение с боем городами Ландсберг и Бартенштайн — крупными узлами коммуникаций и сильными опорными пунктами обороны немцев в центральных районах Восточной Пруссии. 4 февраля 1945 года. № 269.
- За завершение ликвидации окружённой восточно-прусской группы немецких войск юго-западнее Кёнигсберга. 29 марта 1945 года. № 317.

## Сочинения
- Закуренков Н. К. Тридцать вторая гвардейская: боевой путь 32-й гвардейской стрелковой Таманской Краснознамённой ордена Суворова дивизии. Воен. изд-во, 1978.